# HD 137709
HD 137709，又名CD-4610100，SAO 225825、HR 5742，是一颗恒星，视星等为5.24，位于銀經329.05，銀緯7.97，其B1900.0坐标为赤經15h 22m 26.5s，赤緯-46° 7.97′ 9″。